# Terje Hellesø
Terje Hellesø, född 27 april 1964 i Bergen, är en norsk-svensk fotograf som sedan 1987 är bosatt i Sverige. Hellesø började fotografera 1973 och blev yrkesfotograf 1983.

## Yrkesverksamhet
Hellesø har varit medlem i Norska Naturfotograferna/NN (1984–1996) och var medlem i Naturfotograferna/N 2006 till 2011, då han lämnade föreningen.
Hellesø startade föreningen PhotoNatura 1988 där han var hedersmedlem fram till september 2011. Hellesø är en av grundarna till föreningen Förenade Naturfotografer/FN och även initiativtagare och projektledare för Mullsjö International Photo Festival. Han har publicerat böcker, bilder och texter under flera år i Sverige och utomlands och har varit föredragshållare på fotoklubbar. Han har också bedrivit naturfotokurser, bland annat i Grövelsjön.
År 1987 blev Hellesø ”Årets Naturfotograf” i Norge. I maj 2011 utsågs Hellesø till "Årets Naturfotograf 2010" av Naturvårdsverket, men fråntogs senare titeln.
Hellesø anlitades ofta som föredragshållare och workshopledare. Han förespråkar en mer estetisk och subjektiv naturfotografi.

## Bildmanipulation
Mellan 2005 och 2011 ägnade sig Hellesø åt ett omfattande bildfusk, genom att i datorn manipulera ett antal naturbilder, bland annat på lodjur, mårdhund och grävling.  Till bilderna bifogades uppdiktade historier om mötena med vilda djur. Hellesø klippte ut djur från andra fotografers bilder utan tillstånd och klistrade in dessa i sina egna landskapsbilder. Bilderna ifrågasattes först i ett blogginlägg av en jaktvårdskonsulent på Jägareförbundets webbplats i slutet av augusti 2011, vilket ledde till en intensiv debatt om Hellesøs bilder på bland annat internetforumen Flashback och Fotosidan. Hellesø tillbakavisade först misstankarna, men efter att användare på Flashback hittat bildbevis medgav han efter några dagar manipulering av åtminstone 100 bilder sedan 2005. Användarna på Flashback fick ett par journalistpris för avslöjandet.
I en intervju i september 2011 i fotomagasinet Kamera & Bild gav Hellesø sin version kring det inträffade och de bakomliggande orsakerna till denna.
Hellesøs montage av en bild föreställande en mårdhund blev särskilt uppmärksammat eftersom mårdhund kan vara bärare av rabiessmitta. Den falska mårdhundsbilden samt Hellesøs uppdiktade historia om mötet med mårdhunden i skogarna utanför Mullsjö, fick Länsstyrelsen i Jönköpings län att lägga ner stora resurser på att spåra djuret. Hellesø blev senare polisanmäld för bedrägeri. Förutom Länsstyrelsen, Naturvårdsverket och Jönköpings-Posten drabbades PhotoNatura som åsamkades ekonomiska förluster.

## Tiden efter avslöjandet
Efter erkännandet om fusk i september 2011 vårdades Hellesø en period på psykiatrisk klinik. Två år senare, 2013, beskrev han en period som han upplevde varit en hetsjakt och ett näthat, där människor helt lade fokus på hans fusk och glömde bort det han genom åren bidragit med inom naturfotografi. Ytterligare några år senare intervjuades han 2017 i Kropp & Själ och berättade om tiden efter avslöjandet.
Han har fortsatt att fotografera och publicerar återkommande bilder på sin blogg, och har arbetat med en utställning "Bara en naturfotograf" som skulle haft premiär den 28 mars 2020 på Galleri m i Göteborg, som dock sköts upp på grund av coronapandemin.
År 2020 kom dokumentärfilmen "Terje – fotografen, lögnen och sanningen" av Andreas H Nilsson och Gustav Hugosson.

## Utställningar i urval
- 2007 - Mitt år[36]
- 2020 - Bara en naturfotograf (framflyttad p.g.a. coronapandemin)[37]